# 抱きあって
「抱きあって」（だきあって）は、1987年9月1日に発売されたチューリップの通算33枚目のシングル。

## 解説
第3期のチューリップのシングルで唯一アルバムからのリカットでない楽曲。
チューリップにとって初の3曲入りシングルであり初のCDシングル規格でのリリースとなった（アナログ盤と同時発売された）。
当時、日本のロック系のバンドからバラード曲があまり出ていなかったため、バラードであることを強く意識して制作された。
メンバー以外にサポートメンバーとして北原拓がコーラスで参加しているが、ライブで演奏される際は、サビ前の1フレーズのみ北原が一人でボーカルをとっていた。
ちなみに、7月にドラマーの松本淳が脱退しており、この曲の発売時にはメンバーが再び4人になっていた。

## 収録曲
【CD】
全曲作詞・作曲：財津和夫
1. 抱きあって
  - 編曲：チューリップ・京田誠一
2. セプテンバー
  - 編曲：チューリップ・京田誠一
  - 1974年の楽曲をセルフカバーしたもので、大きくアレンジを変えているほか、歌詞も一部が変えられている。
  - なお、「青春の影」もセルフカバーの候補に挙がったが、「抱きあって」とバラード曲で被るためか収録は見送られた。
  - 本楽曲はCD版およびシングルカセットのみ収録された楽曲で、後年に発売されたシングルを集めたボックス・セットにも収録されなかったため、現在では廃盤となったこのCDまたはシングルカセットを入手しれなければ聴くことができない。
3. Primary Color
  - 作詞・作曲：財津和夫 編曲：チューリップ
  - 同年6月に発売されたアルバム『PRIMARY COLOR』の表題曲で、財津と新メンバーである高橋裕幸のツインボーカル曲である。
  - クレジットはされていないがレコーディングでのサックス演奏は春名正治。ライブでは高橋がサックスを担当した。

【EPレコード】
全曲作詞・作曲：財津和夫
1. 抱きあって
  - 編曲：チューリップ・京田誠一
2. Primary Color
  - 編曲：チューリップ

## クレジット
- PRODUCED BY KAZUO ZAITSU
- Directed by Ken Okada (TRIAD)
- Recorded & Mixed by Kaz Masumoto (HUMBLE HEART)
- Assisted by Yoshi Ikeda (SUNSET Music Inc)
- Cover Designed by Takuya Ohno (Ragtime)
- Arranged by Seiichi Kyoda （Except 「Primary Color」& TULIP
- Management by Shunji Ueno (Cricket)
- Executive Producer　Tsuneo Iizuka (TRIAD)
- Special Thanks to Taku Kitahara for Additional Vocal